# Poppo al II-lea de Carniola
Poppo al II-lea (d. 1098), aparținând Casei de  Weimar-Orlamünde, a fost margraf de Carniola de la anul 1070 și de Istria din 1096 până la moarte.

## Biografie
Poppo a fost fiul și succesorul margrafului Ulric I de Carniola și de Istria. Mama sa a fost Sofia, o fiică a regelui Bela I al Ungariei. Astfel, Poppo avea sânge regal.
El a fost căsătorit cu Richgard, fiica lui Engelbert de Sponheim, care a guvernat Istria până când a murit, la 1 aprilie 1096. Potrivit Historia Welforum, Poppo și Richgard au avut două fiice:
- Sofia (d. 1132), căsătorită cu Berthold I de Andechs (d. 1151);
- Hedviga (d. 1162), căsătorită mai întâi cu Herman I de Windberg (d. 1122), iar apoi cu Adalbert al II-lea de Bogen (d. 1146).

În lipsa unui fiu, Poppo a fost succedat de fratele său mai tânăr, Ulric al II-lea.